# 珍妮燈鱂
珍妮燈鱂，為輻鰭魚綱鯉齒目鯉齒亞目花鳉科的其中一種，分布於非洲肯亞Omo河及圖爾卡納湖流域，體長可達3.5公分，生活習性不明。

## 擴展閱讀
維基物種上的相關：珍妮燈鱂